# Моголь (посёлок)
Моголь — посёлок в Дмитровском районе Орловской области. Входит в состав Малобобровского сельского поселения.

## География
Расположен в 14 км к юго-востоку от Дмитровска и в 2 км к северу от границы с Железногорским районом Курской области на западной окраине лесного урочища Сухая Хотынь. К югу от посёлка находится лесное урочище Моголь. Высота населённого пункта над уровнем моря — 269 м.

## Этимология
Получил название от одноимённого лесного урочища, расположенного к югу от посёлка.

## История
Основан в начале XX века переселенцами из села Малое Боброво. В списке населённых мест Дмитровского уезда 1926 года в Малобобровском сельсовете Круглинской волости упоминаются посёлки Моголь и Моголёк. В посёлке Моголь в то время было 3 двора, проживало 25 человек (16 мужского пола и 9 женского), в посёлке Моголёк — 13 дворов, проживало 68 человек (32 мужского пола и 36 женского). С 1928 года в составе Дмитровского района. В 1937 году в посёлке было 11 дворов. 
Во время Великой Отечественной войны, с октября 1941 года по август 1943 года, находился в зоне немецко-фашистской оккупации (территория Локотского самоуправления). В это время в близлежащем урочище Сухая Хотынь находилась база партизан Дмитровского, Троснянского и других отрядов.

## Население
| 1926 | 2002 | 2010 |
| ---- | ---- | ---- |
| 68   | ↘2   | ↘0   |